# Ordgarius hexaspinus
Ordgarius hexaspinus là một loài nhện trong họ Araneidae.
Loài này thuộc chi Ordgarius. Ordgarius hexaspinus được Subhendu Sekhar Saha & Dinendra Raychaudhuri miêu tả năm 2004.